# São Pedro de Valbom
São Pedro de Valbom foi uma freguesia portuguesa do município de Vila Verde, com 1,55 km² de área e 249 habitantes (2011). Densidade: 160,6 hab/km².

## População
| População da freguesia de Valbom (São Pedro) | População da freguesia de Valbom (São Pedro) | População da freguesia de Valbom (São Pedro) | População da freguesia de Valbom (São Pedro) | População da freguesia de Valbom (São Pedro) | População da freguesia de Valbom (São Pedro) | População da freguesia de Valbom (São Pedro) | População da freguesia de Valbom (São Pedro) | População da freguesia de Valbom (São Pedro) | População da freguesia de Valbom (São Pedro) | População da freguesia de Valbom (São Pedro) | População da freguesia de Valbom (São Pedro) | População da freguesia de Valbom (São Pedro) | População da freguesia de Valbom (São Pedro) | População da freguesia de Valbom (São Pedro) |
| -------------------------------------------- | -------------------------------------------- | -------------------------------------------- | -------------------------------------------- | -------------------------------------------- | -------------------------------------------- | -------------------------------------------- | -------------------------------------------- | -------------------------------------------- | -------------------------------------------- | -------------------------------------------- | -------------------------------------------- | -------------------------------------------- | -------------------------------------------- | -------------------------------------------- |
| 1864                                         | 1878                                         | 1890                                         | 1900                                         | 1911                                         | 1920                                         | 1930                                         | 1940                                         | 1950                                         | 1960                                         | 1970                                         | 1981                                         | 1991                                         | 2001                                         | 2011                                         |
| 274                                          | 298                                          | 282                                          | 318                                          | 310                                          | 325                                          | 337                                          | 346                                          | 368                                          | 383                                          | 398                                          | 358                                          | 314                                          | 294                                          | 249                                          |

## História
Pertenceu ao concelho de Pico de Regalados até 24 de Outubro de 1855, altura em que este foi extinto, passando para o concelho de Vila Verde.
Foi uma freguesia extinta (agregada) em 2013, no âmbito de uma reforma administrativa nacional, para, em conjunto com Passô e São Martinho de Valbom, formar uma nova freguesia denominada União das Freguesias de Valbom (São Pedro), Passô e Valbom (São Martinho).

## Lugares
- Agrela, Assento, Campelo, carvalhais, Carvalhedo, Cerca, Igreja, Laje, Laranjeira, Pinheiro, Ralde, Rego, São Bento, Sardoura e Urzal.